# 亚历山大·考尔德
亚历山大·考尔德（英語：Alexander Calder，或譯柯爾達，1898年7月22日—1976年11月11日），美国著名雕塑家、艺术家，动态雕塑（mobile）的发明者。

## 生平
考尔德出生于美国宾西法尼亚州劳顿的雕塑世家，祖父亚历山大·米尔恩·考尔德（Alexander Milne Calder）、父亲亚历山大·斯特林·考尔德（Alexander Stirling Calder）皆为知名雕塑家。
他从小便展现出艺术天赋，1909年年仅11岁时他就曾用通过铜片的弯折做成了“鸭子”与“狗”赠送给父母作为圣诞节礼物。1915年考尔德进入史蒂文斯理工學院就读，学习机械工程专业。1919年毕业后曾担任工程师、技师等。
1923年考尔德决定专业从事艺术创作，并考入纽约艺术学生联盟学习。期间他经常进入玲玲马戏团进行速写与素描。1926年起他前往巴黎发展，几年间他通过铁丝等元素创造出了一系列马戏团表演的雕塑作品。后来他又用铁丝创作了约瑟芬·贝克全身像、卡尔文·柯立芝头像等许多作品。在铁丝雕塑之外，考尔德也曾使用传统的木头制作木刻雕塑，其中知名的作品包括“牛”、“马”等。
1929年他用铁丝创作的“金鱼缸”（Goldfish Bowl）成为其第一件动力雕塑作品。之后他又创作了“航行”（Croisiere）等作品，被杜尚称为“动态雕塑”（mobiles）。在此期间他另外还制作了一系列与“动态雕塑”相对的、静止但能够微微晃动的铁丝作品，如“羽毛”（Feathers）等，被让·阿尔普称为“静态雕塑”（stabiles）。
此后他不断发展自己的雕塑理念，创作了许多更大、更复杂的动态雕塑作品，包括“钢铁鱼”（Steel Fish）、“红与黄的风信旗”（Red and Yellow Vane）、“龙虾陷阱与鱼尾”（Lobster Trap and Fish Tail）等，并开始将精力花在户外、大规格的雕塑作品上。1942年，他通过将手工切割的木块固定于钢丝末端，创作了“星群”（Constellation）系列的作品。
1950年代起，他开始设计大量纪念性公共雕塑作品，包括肯尼迪国际机场的“.125”、巴黎联合国教科文组织的“螺旋”（La Spirale）、1967年蒙特利尔世界博览会的“人”（Man）、密歇根州大急流城的“高速”（La Grande vitesse）、芝加哥克卢钦斯基联邦大厦（Kluczynski Federal Building）的“红鹤”（Flamingo）等知名作品。而他一生中最后一件大型作品则是为贝聿铭设计的国家艺术馆东大楼所作的动态雕塑。
1976年11月11日，考尔德在纽约家中逝世。

## 作品

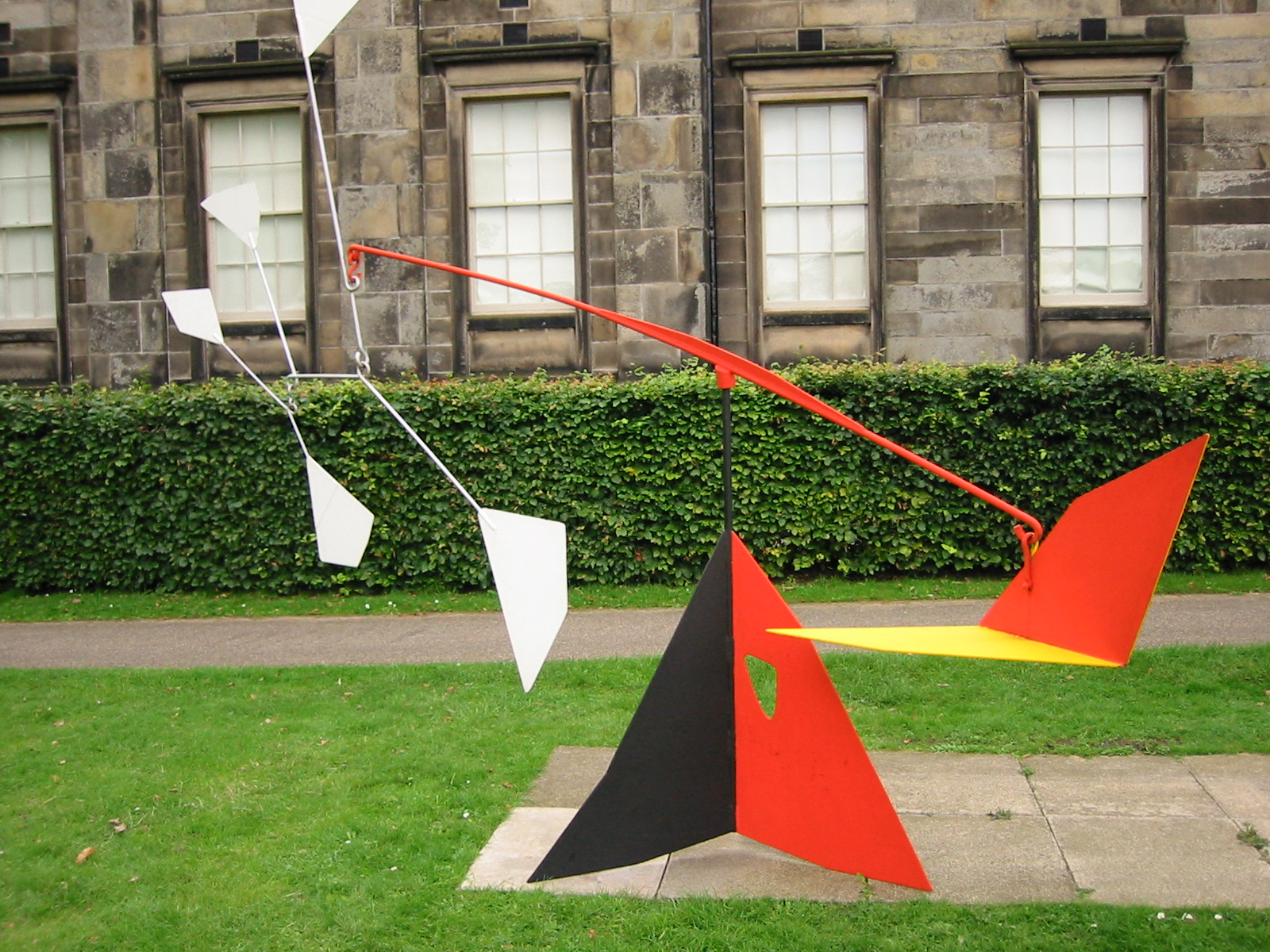
尾部 L'empennage，1953年
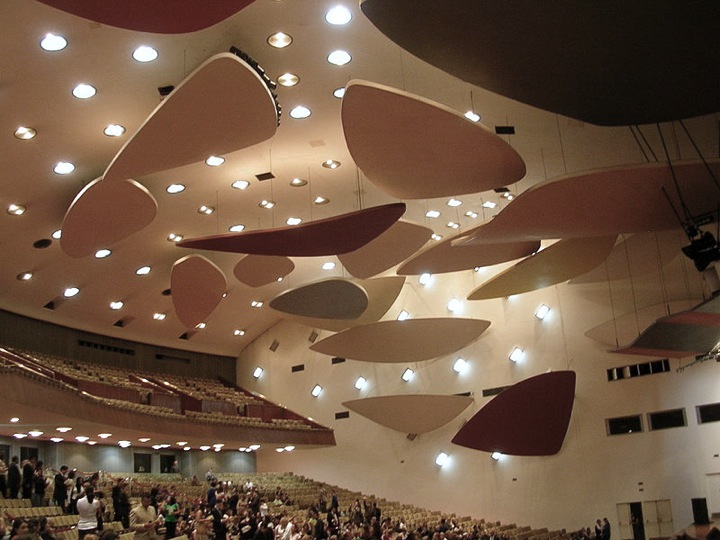
浮云 Nubes Flotantes，1953年
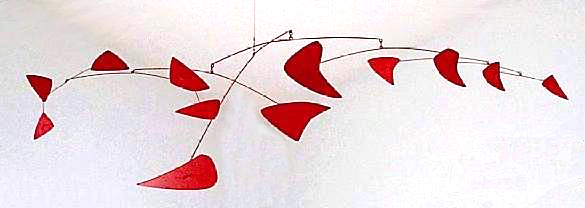
红色动态 Red Mobile，1956年
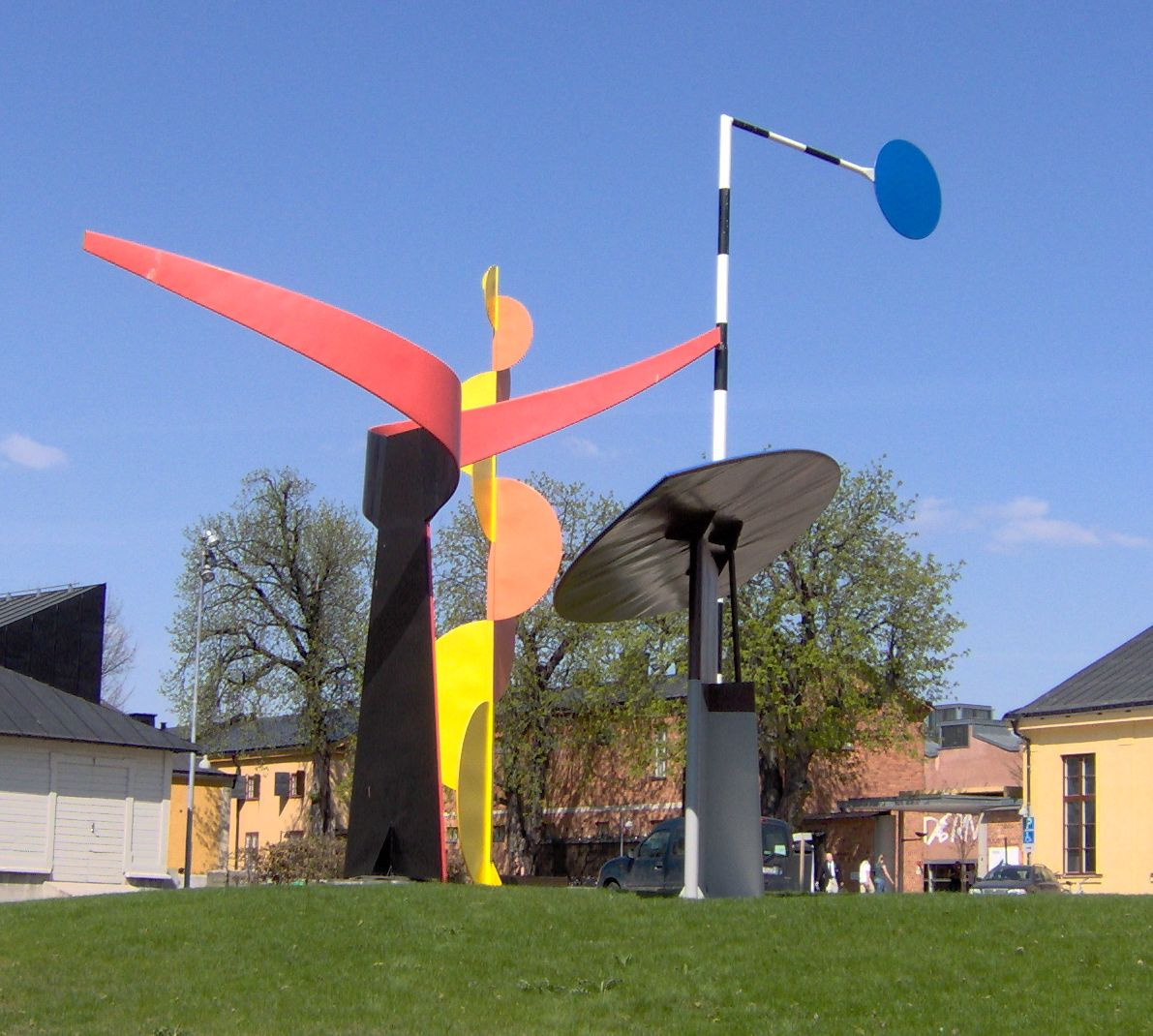
四元素 The Four Elements，1961年
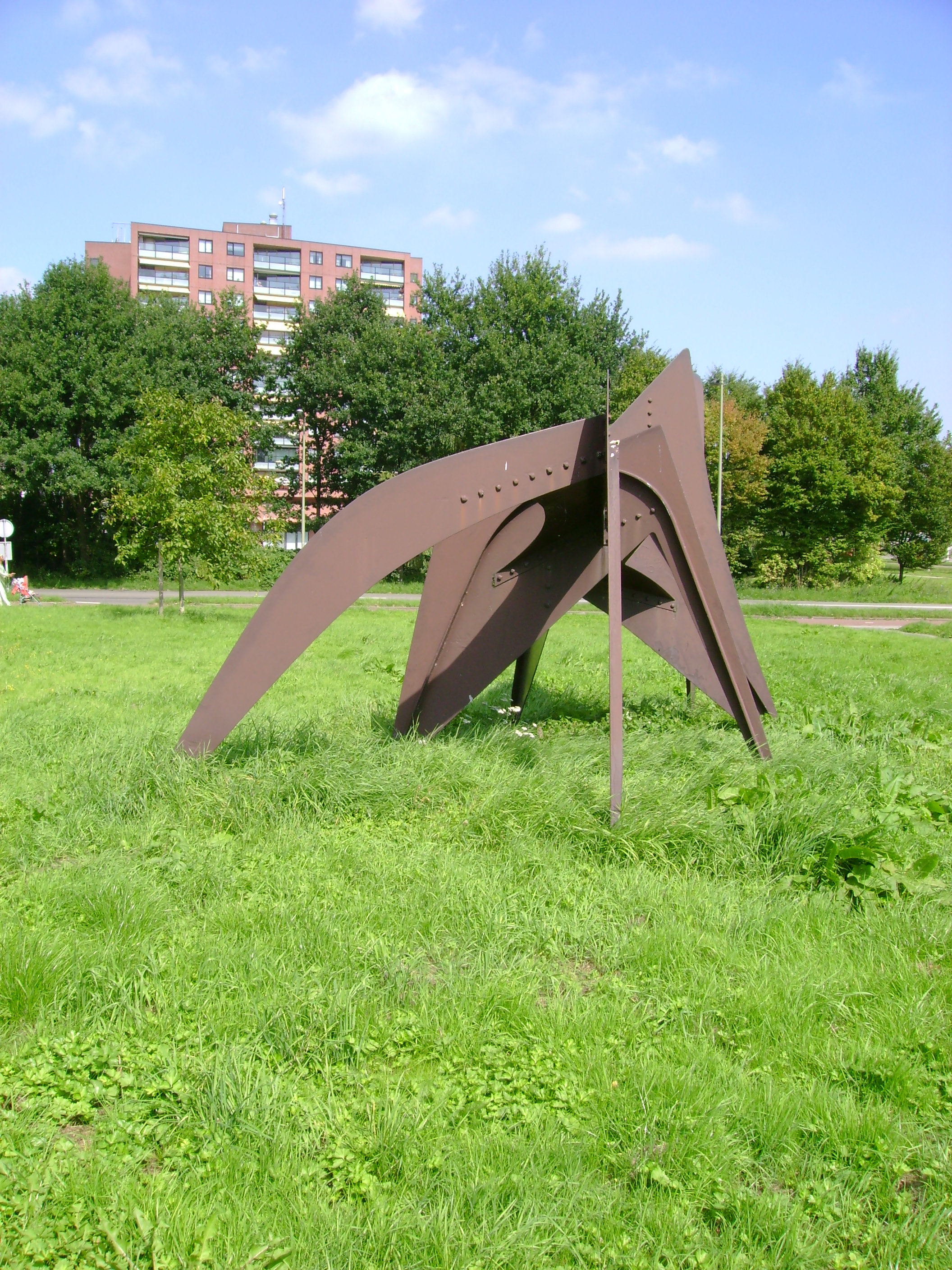
食蚁兽 Le Tamanoir，1963年
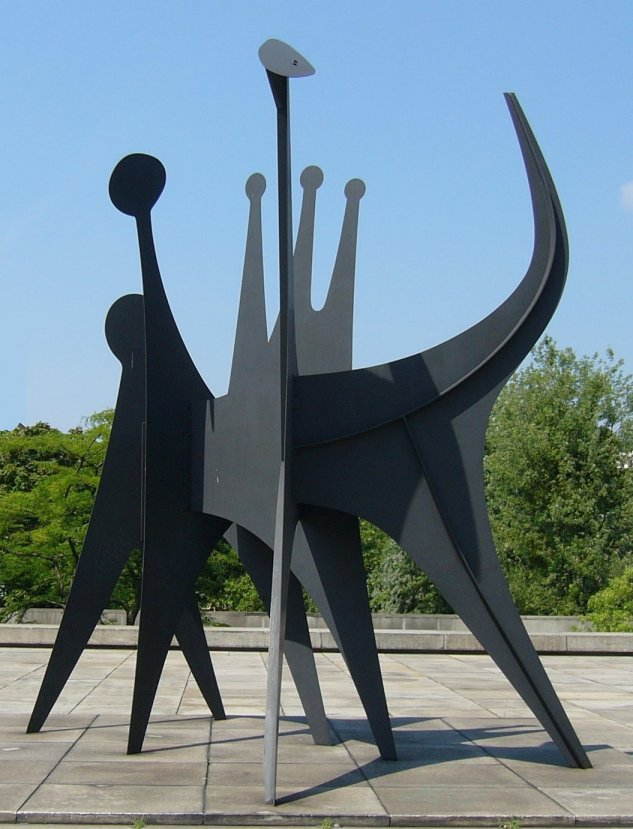
头与尾 Têtes et Queue，1965年
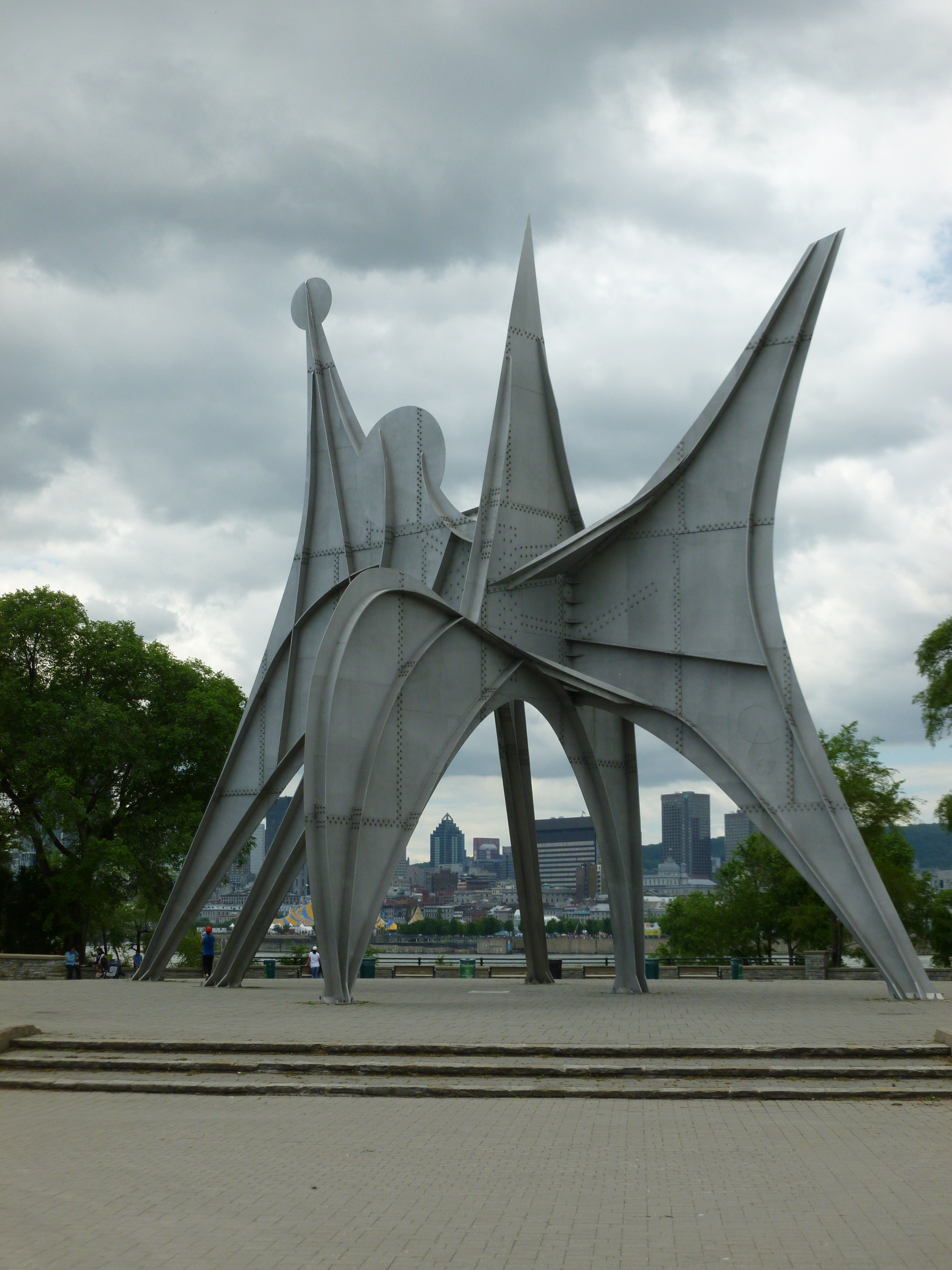
人 Man，1967年
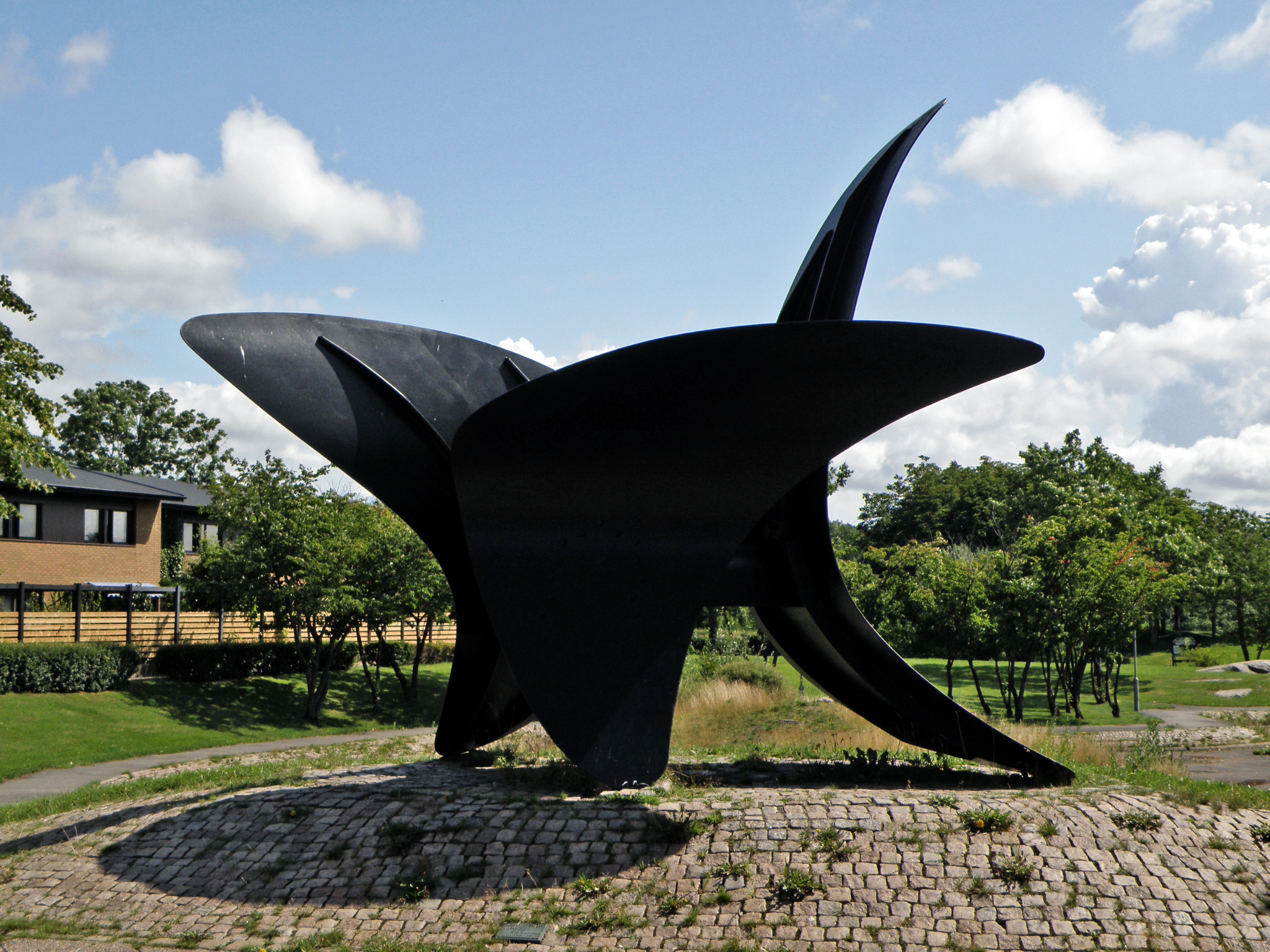
三翼 De tre vingarna，1967年
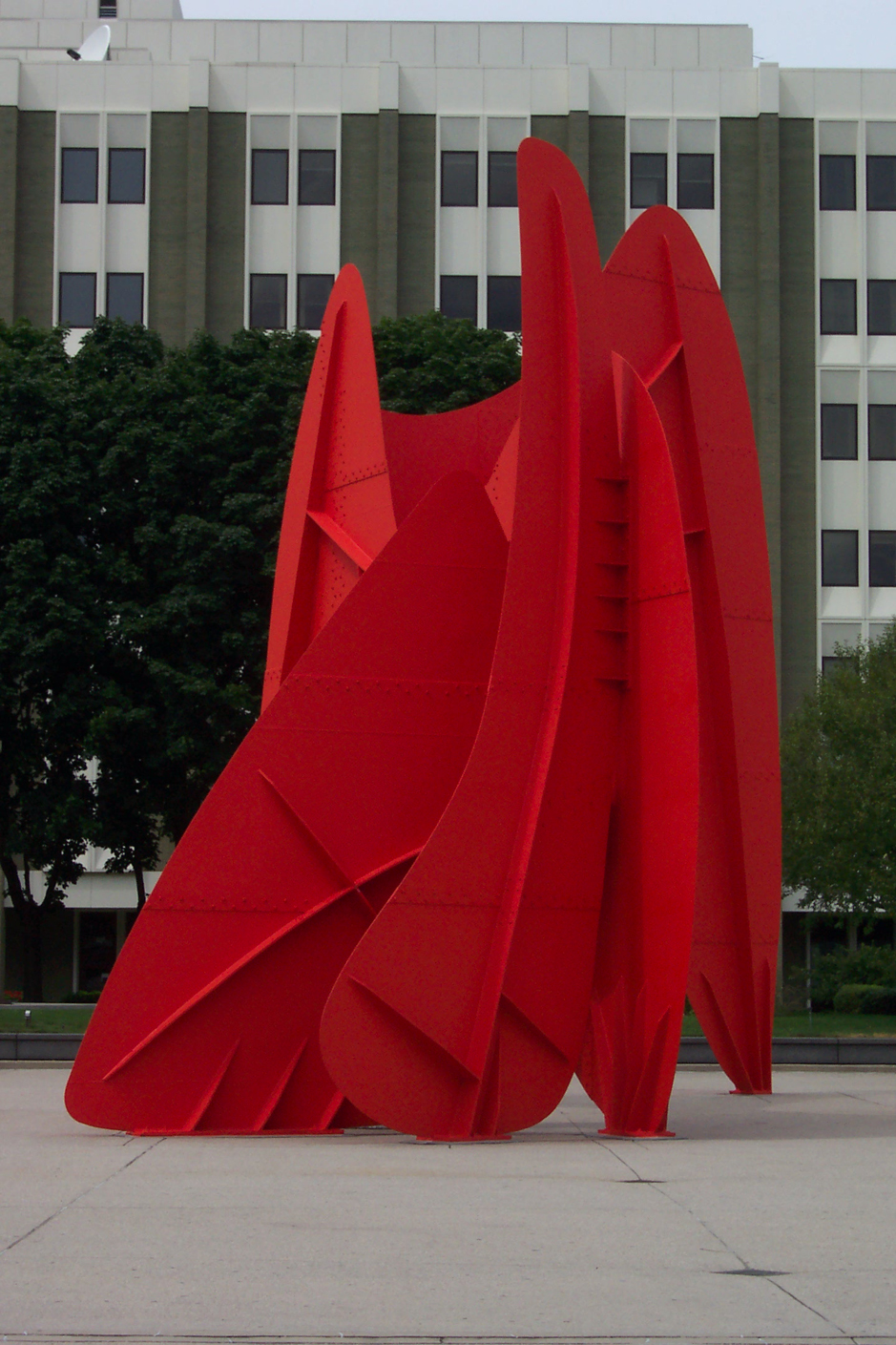
高速 La Grande Vitesse，1969年
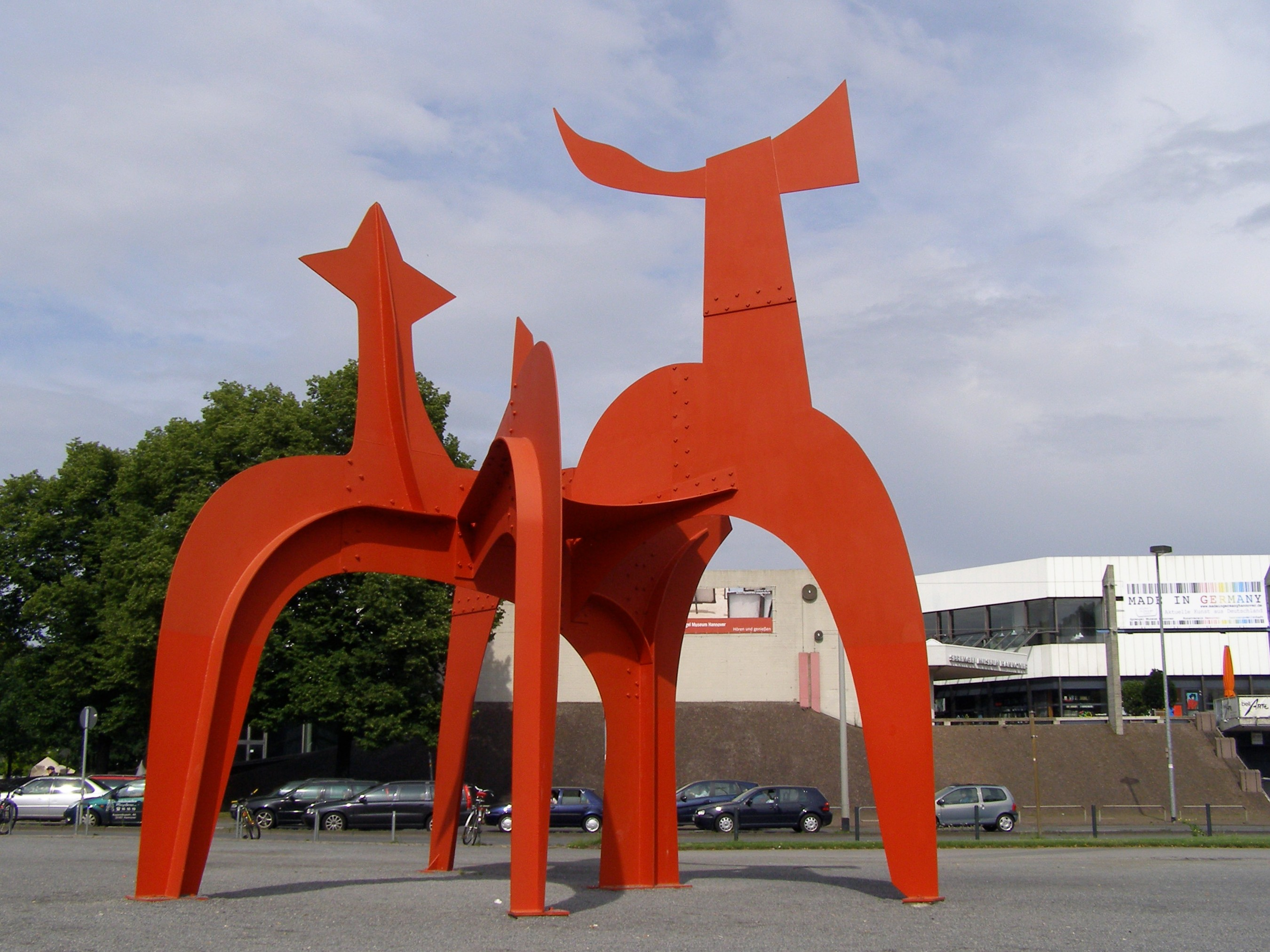
戟兵 Le Halebardier，1971年
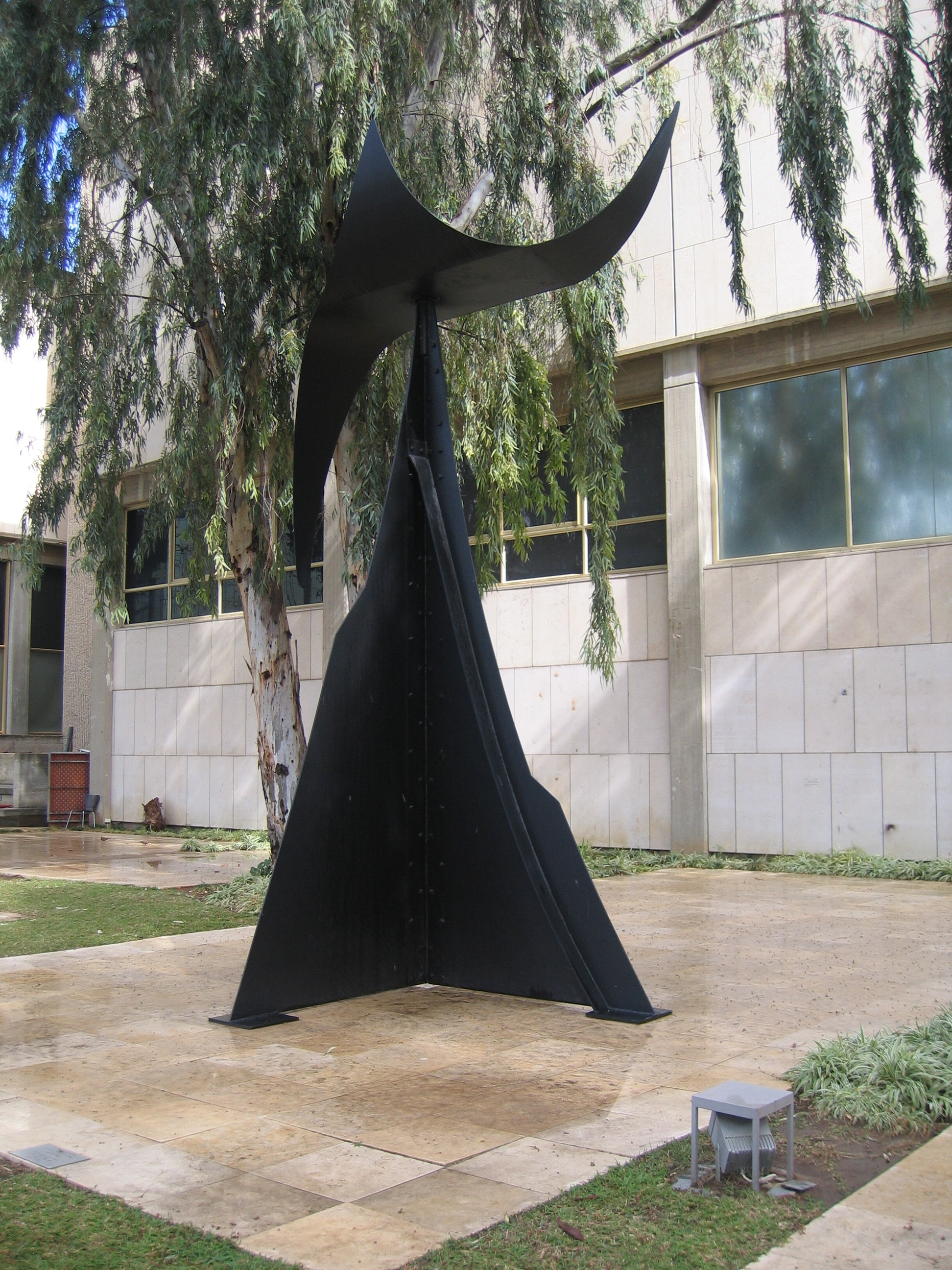
树叶 Feuille d'arbre，1974年